# Antwain Smith
Pour les articles homonymes, voir Smith.
Antwain Smith, né le 1er mai 1975, à Newport News, en Virginie, est un ancien joueur américain de basket-ball. Il évolue aux postes d'arrière et d'ailier.

## Palmarès
- Champion IBL 2000